# Лесные Сараи
Лесны́е Сара́и — историческая местность в центральном районе Брянска. В настоящее время более известна как место массовых нацистских репрессий в годы немецкой оккупации города (1941—1943).

## История
Топоним «Лесные Сараи» известен по крайней мере с XIX века, когда здесь, на месте нынешнего завода «Электроаппарат», находились склады артиллерийского ведомства, относившиеся к Брянскому Арсеналу. Собственно, именно эти склады первоначально и назывались «лесными сараями», поскольку находились в сосновом бору (его остатки сохранились до настоящего времени).
В 1920—1930-х гг. происходил активный рост Брянска, и на бывших загородных землях к западу и северо-западу от вышеупомянутых складов возник значительный район частной застройки, также называемый «Лесные Сараи» (позднее более известный как «Макаронка»). Его продольные улицы, названные по петербургскому образцу «линиями», официально назывались «N-я линия Лесных Сараев», с номерами от 1 до 8. Некоторые «линии» (1-я, 2-я, 3-я, 7-я) сохранили свои названия до настоящего времени, однако «Лесные Сараи» из этих названий уже исчезли.
В настоящее время название «Лесные Сараи» относят и к роще, в которой находится завод «Электроаппарат», и к ответвлению оврага Верхний Судок, на краю которого она расположена. Однако, как правило, в современной топонимике «Лесными Сараями» называют сквер по улице Дуки, где установлено несколько памятников жертвам нацизма.

## Место трагедии
После освобождения Брянска частями Красной армии в сентябре 1943 года, на склонах оврага в Лесных Сараях было обнаружено несколько больших ям с трупами расстрелянных и замученных мирных граждан, в своём большинстве — жителей города Брянска. До настоящего времени не установлено, действовал ли в Лесных Сараях концлагерь, или же это было место массовых казней. Принято считать, что Лесные Сараи в годы оккупации стали «главным» местом массовых казней горожан, противящихся «новому порядку». При этом количество жертв, по сообщениям разных источников, также существенно различается — от 1215 до 19 000 человек.
Увековечение этого трагического места началось только в 2000-х годах, когда в городском сквере был сооружён памятник жертвам оккупации в годы войны, а 7 мая 2010 года — гранитный поклонный крест высотой 4,5 метра. В 2006 году Лесные Сараи получили статус особо охраняемой территории города Брянска. В планах городской власти — создание полноценного мемориального комплекса. В настоящее же время, память о трагедии соседствует со спортивными сооружениями и детским городком.

## Памятник природы
- Предзакатные сосны в урочище Лесные Сараи
- Путь к оврагу в Лесных Сараях
- Сосны на краю оврага в Лесных Сараях
- Поражённая молнией
- В лучах закатного солнца
- Устоявшая против стихий
- Одуванчик и сосны
- Урочище Лесные Сараи